# 마루시아 F1

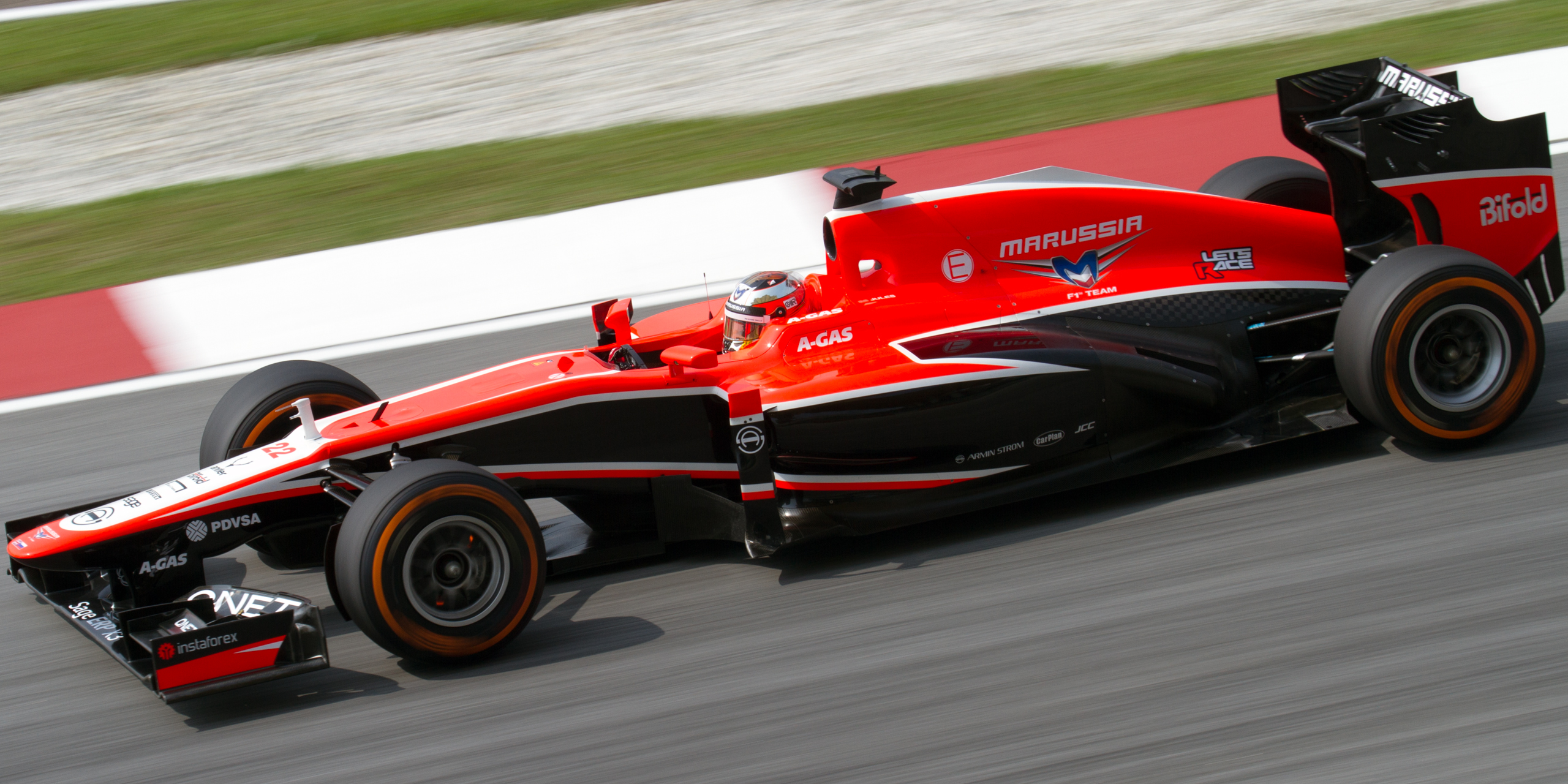

마러시아 F1은 사라진 F1 레이싱 팀중 하나이며, 2013 시즌 당시 줄스 비앙키(Jules Bianchi)와 맥스 칠튼(Max Chilton)이 드라이버였다. 이 팀이 타던 차가 경매에도 올랐다.